# Amaurobius strandi
Amaurobius strandi är en spindelart som beskrevs av Dmitry Evstratievich Kharitonov 1937. Amaurobius strandi ingår i släktet Amaurobius och familjen mörkerspindlar. Inga underarter finns listade i Catalogue of Life.